# Lipniak (powiat łukowski)
Lipniak – kolonia w Polsce, położona w województwie lubelskim, w powiecie łukowskim, w gminie Stanin. Obok miejscowości przepływa Bystrzyca, niewielka rzeka dorzecza Wisły.
| SIMC    | Nazwa   | Rodzaj        |
| ------- | ------- | ------------- |
| 0689533 | Górki   | część kolonii |
| 0689540 | Piaski  | część kolonii |
| 0689556 | Ryciska | część kolonii |

W latach 1975–1998 miejscowość należała administracyjnie do województwa siedleckiego.
Kolonia stanowi sołectwo w gminie Stanin. Według Narodowego Spisu Powszechnego z roku 2011 kolonia liczyła 276 mieszkańców.
Wierni Kościoła rzymskokatolickiego należą do parafii Chrystusa Króla w Jedlance.